# 真愛碼頭駅
真愛碼頭駅（しんあいまとうえき）は台湾高雄市塩埕区沙地里にある高雄捷運環状軽軌の駅。駅番号はC11。公園二路南側の真愛碼頭付近に位置する。当路線唯一の高架駅。

## 駅構造
相対式ホーム2面2線の高架駅。
| 地上 2階 | コンコース                             | 出入口、地上への階段、簡易改札機、              |
| 地上 2階 | 相対式ホーム、車両右側のドアが開閉する |                                                 |
| 地上 2階 | 内回り                                 | ←■環状軽軌 哈瑪星・鼓山区公所方面（駁二大義駅） |
| 地上 2階 | 外回り                                 | →■環状軽軌 籬仔内・凱旋公園方面（光栄碼頭駅）→  |
| 地上 2階 | 相対式ホーム、車両右側のドアが開閉する |                                                 |
| 地上 1階 | 出入口                                 | 出入口、階段、エスカレーター                    |

## 歴史
- 計画時の駅名は海音中心西。
- 2013年6月4日 - 起工[1]。
- 2015年3月29日 - 駅名が「真愛碼頭」に決定[2][註 1]。
- 2017年6月30日 - 開業[3]。

## 駅周辺
- 公園二路
- 新田路
- 愛河橋

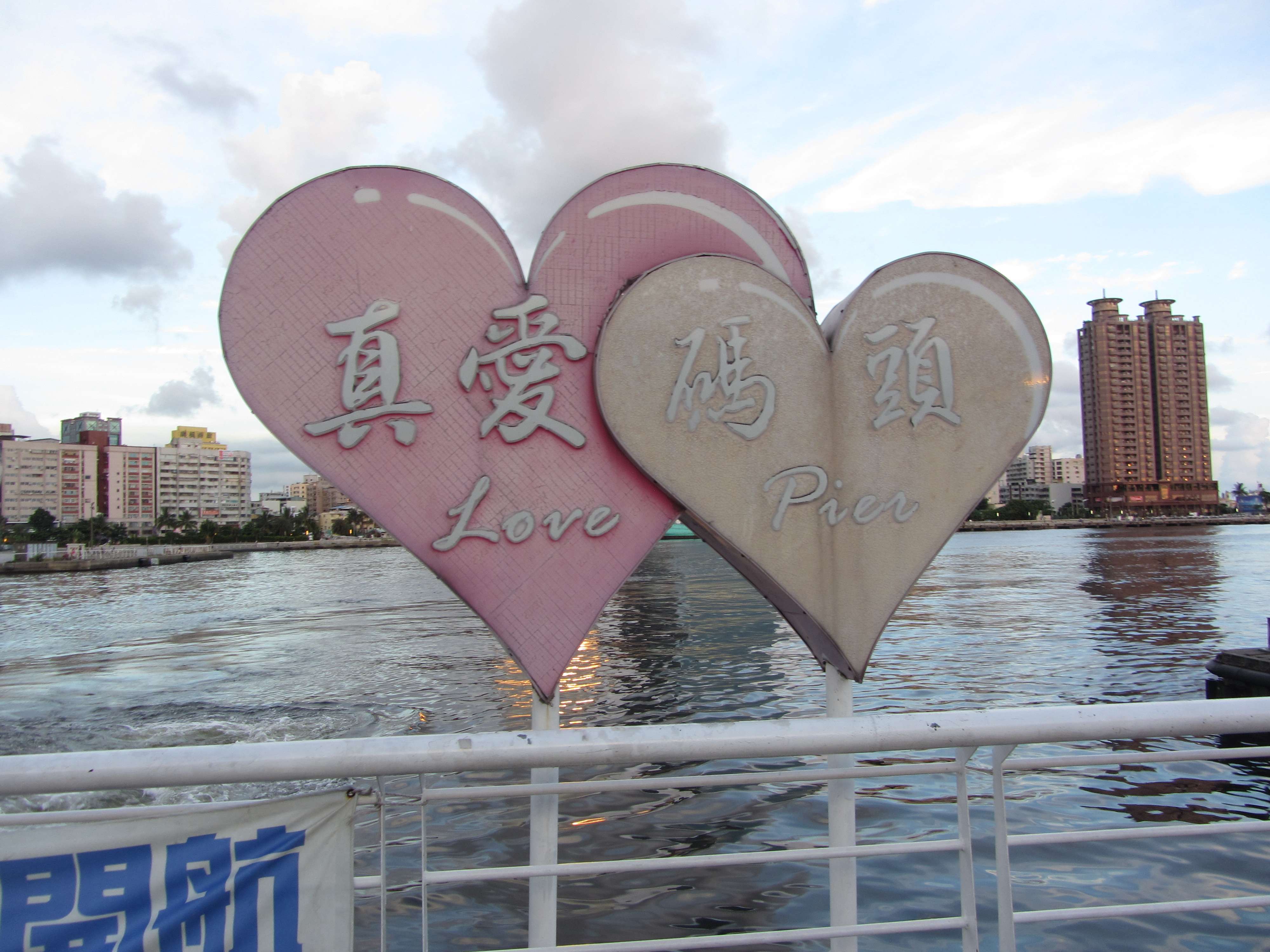
真愛碼頭（中国語版）（旧海軍13号埠頭）
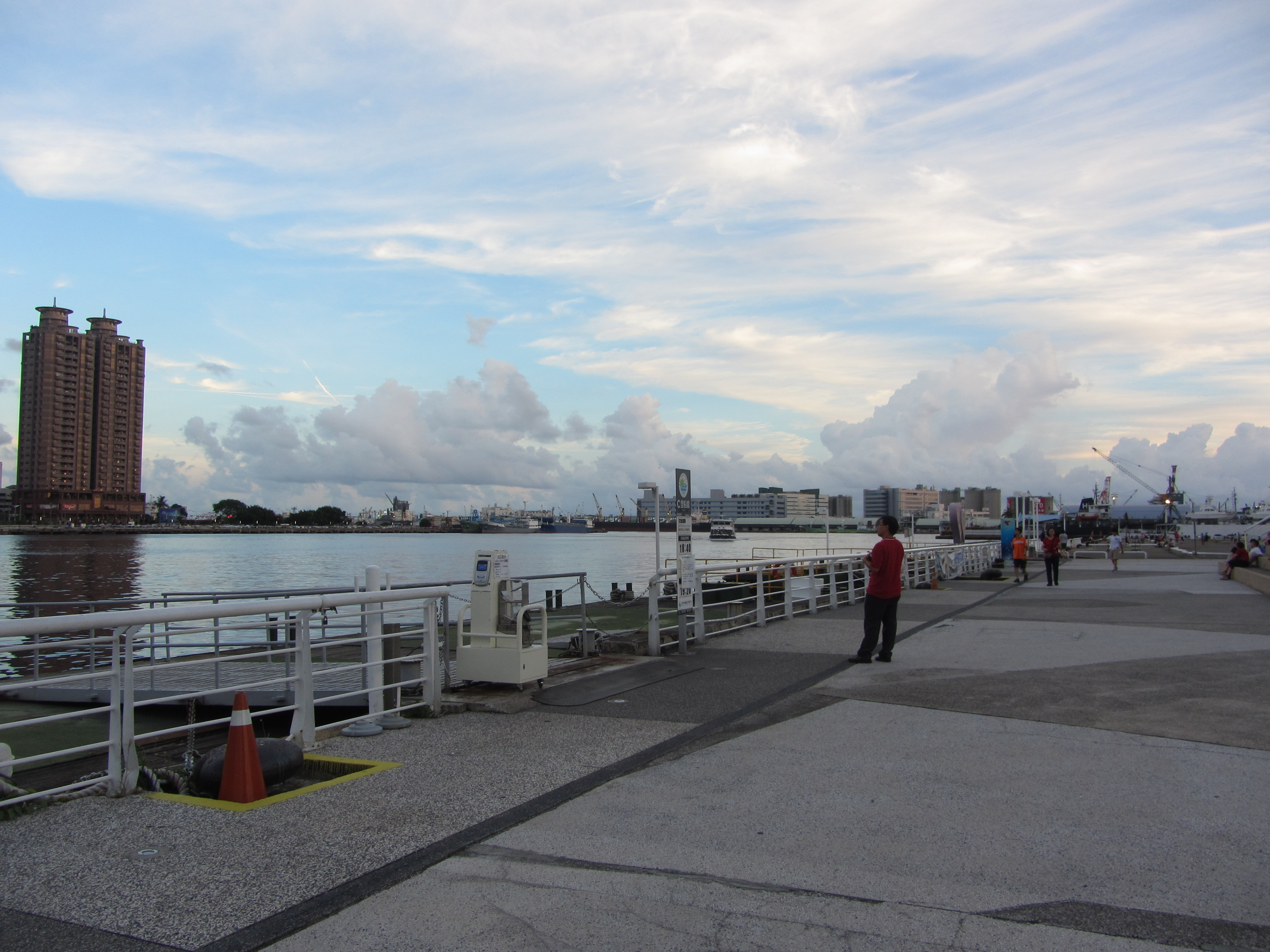
旅客乗船場
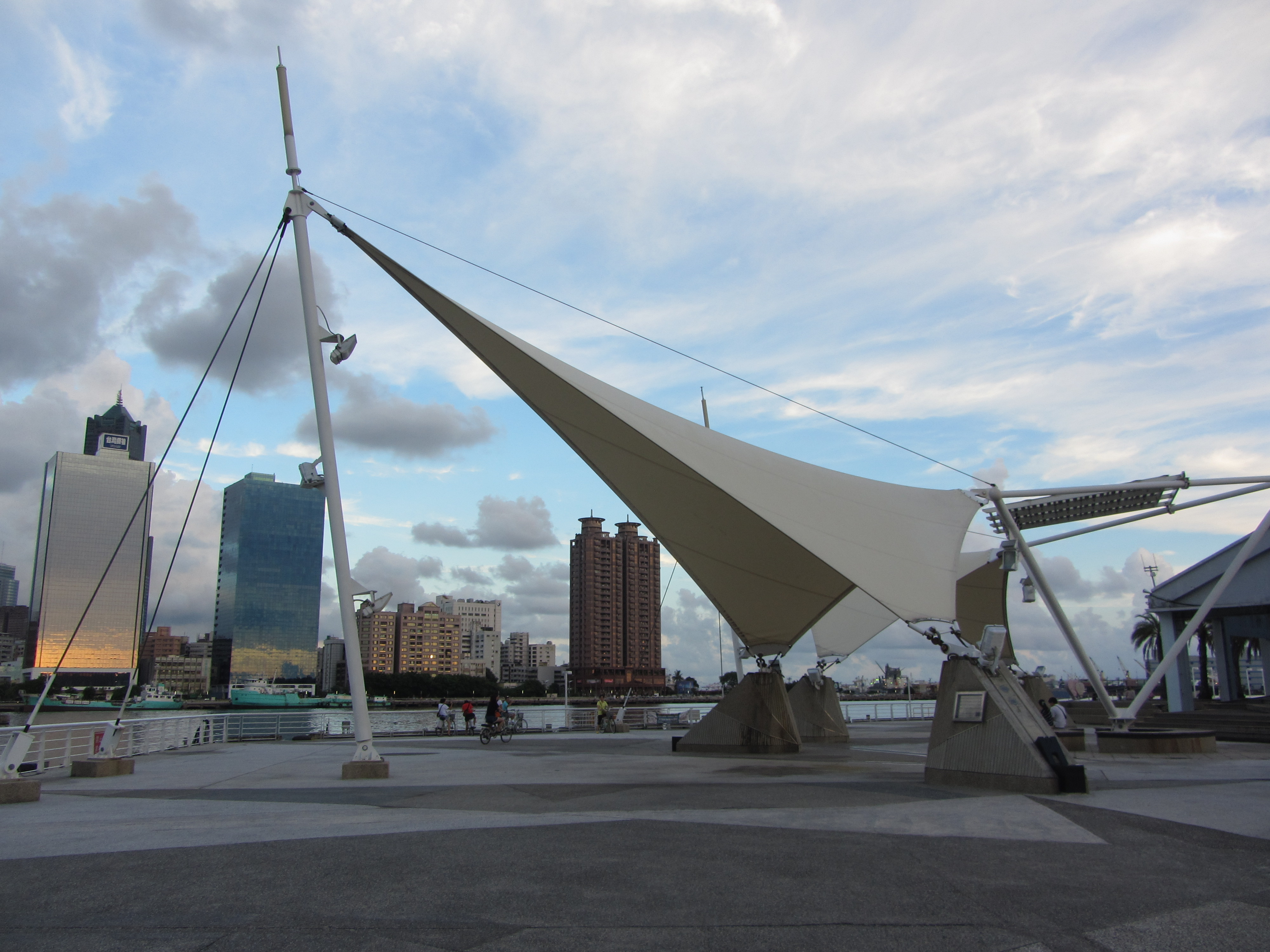
風帆裝置アート
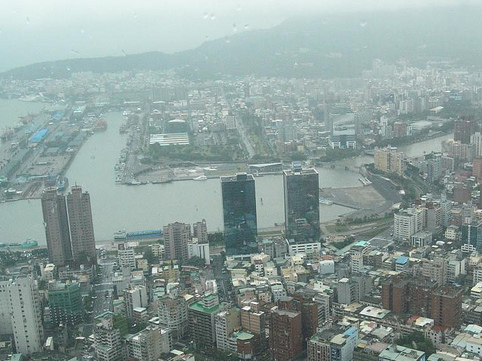
愛河河口

- 高雄流行音楽中心（中国語版）
- 塩埕区広安宮
- 大丹芸術中心（アートセンター）
- 華王大飯店（ホテルキングダム）
- 福容大飯店 高雄（フーロンホテル）

- 真愛碼頭
- 旅客乗船場
- 風帆裝置アート
- 愛河河口

## バス
高雄市公車
| 系統           | 事業者      | 区間                       | 備考                                     |
| -------------- | ----------- | -------------------------- | ---------------------------------------- |
| 0北            | zh:漢程客運 | 金獅湖站－金獅湖站         | 時針まわり環状線。 二段運賃。            |
| 0南            | 漢程客運    | 金獅湖站－金獅湖站         | 反時計回り環状線。 二段運賃。            |
| 11             | 統聯客運    | 瑞豊站－塩埕埔駅           |                                          |
| 24B            | 高雄客運    | 楠梓－塩埕埔駅             | 例假日停駛。 二段運賃。                  |
| 25             | 統聯客運    | 瑞豊站－歴史博物館         | 二段運賃。                               |
| 33             | 漢程客運    | 金獅湖站－塩埕埔駅         | A線は高雄団管区まで延長運行。 二段運賃。 |
| 五福幹線（50） | zh:東南客運 | 建軍站－鼓山フェリー乗り場 |                                          |
| 214A           | zh:港都客運 | 小港站－歴史博物館         |                                          |
| 214B           | 港都客運    | 前鎮站－歴史博物館         |                                          |

## 隣の駅
高雄捷運
■環状軽軌
光栄碼頭駅 C10 - 真愛碼頭駅 C11 - 駁二大義駅 C12